# Isolierkanne

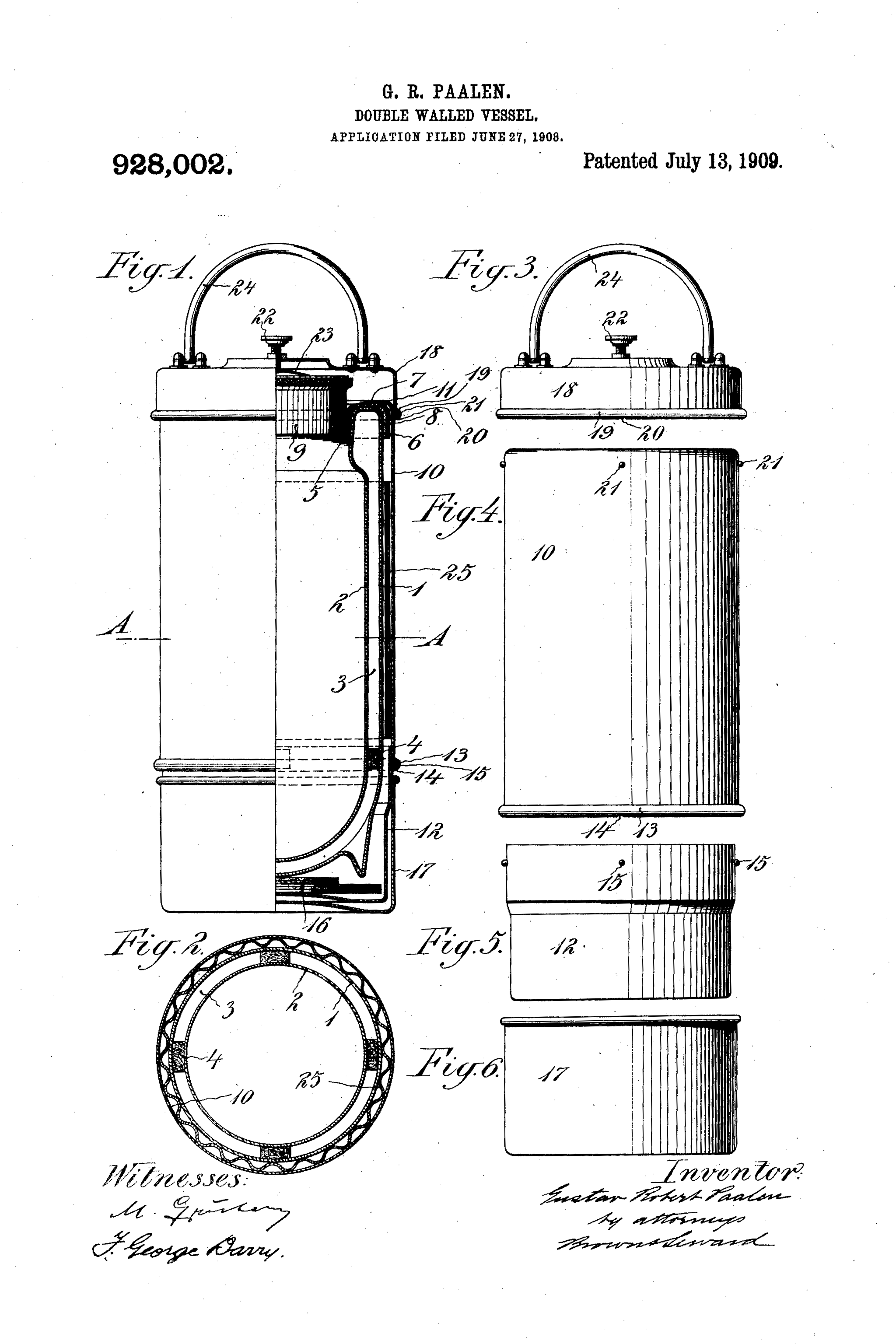
Double Walled Vessel (zweiwandiges Gefäß), US-Patentschrift von 1909

Eine Isolierkanne, auch Isolierflasche, Thermoskanne oder Thermosflasche ist ein verschließbares Gefäß, das die Wärmeübertragung zwischen Inhalt und Umgebung nach dem Funktionsprinzip des Dewargefäßes minimiert. Sie eignet sich zur Aufbewahrung und Transport von heißen oder kalten Flüssigkeiten und unter der Bezeichnung Kryobehälter auch für tiefgekühlte Gase (z. B. flüssiger Stickstoff) oder für biologisches Material.
Ein Transportbehälter für größere Mengen an Speisen (mit dann oft rechteckigem Querschnitt) wird auch als Thermophore (von altgriechisch: θερμός thermós = warm, heiß und φορός phorós = tragend) bezeichnet.

## Aufbau
Isolierkannen sind eine Anwendung der Dewargefäße. Im äußeren Gehäuse, das keinen Beitrag zur Wärmedämmung leistet, befindet sich in der klassischen Ausführung ein doppelwandiges Glasgefäß, dessen Zwischenraum evakuiert ist, um die Wärmeleitung zu unterbinden. Eine zusätzliche Beschichtung oder Verspiegelung der dem Vakuum zugewandten Seite der Doppelwand vermindert durch einen geringen Emissionsgrad den Wärmeverlust über Wärmestrahlung. Durch diese Konstruktion wird der Wärmeausgleich zwischen Innen und Außen durch Wärmeleitung, Wärmestrahlung und Konvektion verringert.

Prinzipbild einer Isolierkanne
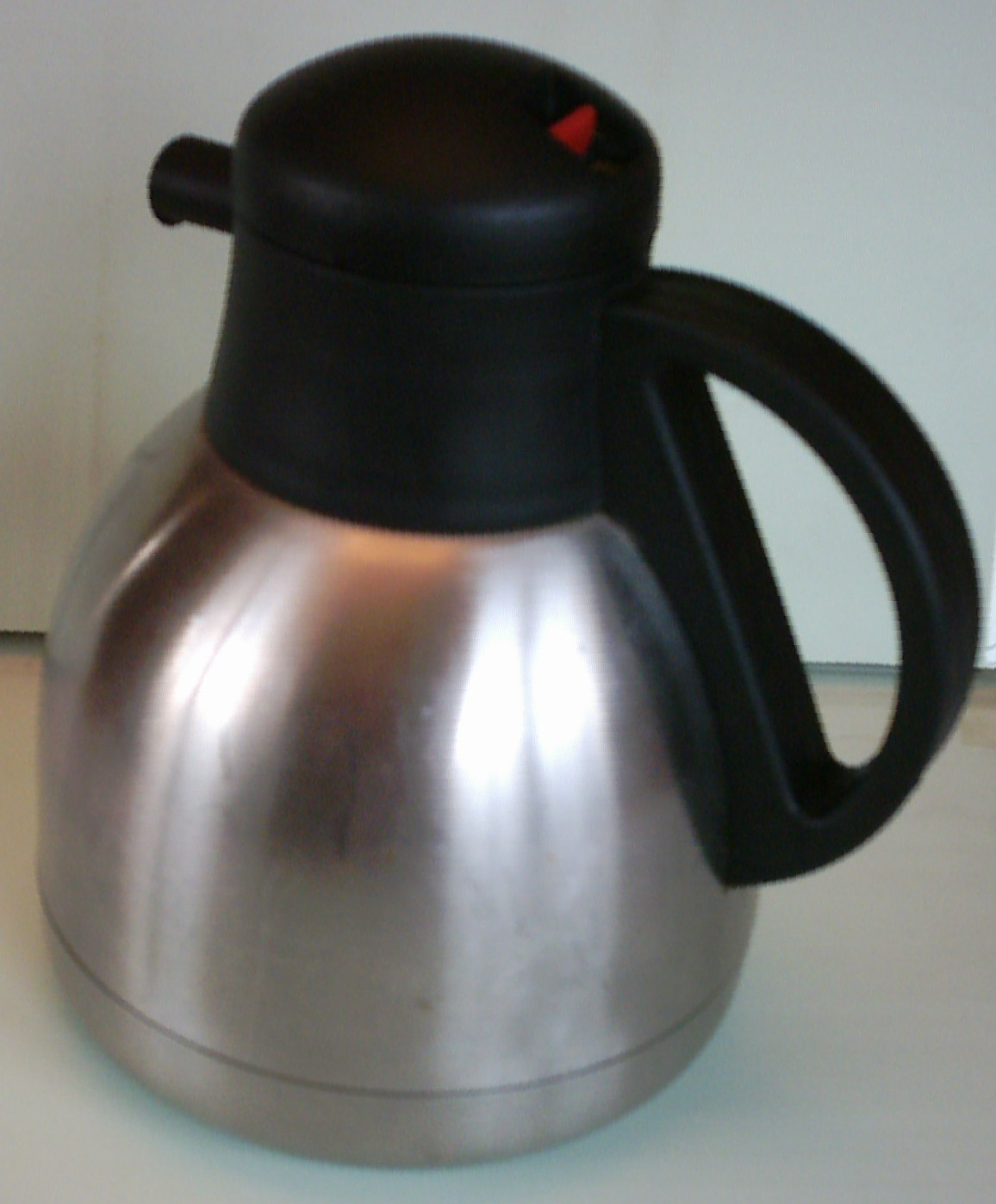
Isolierkanne
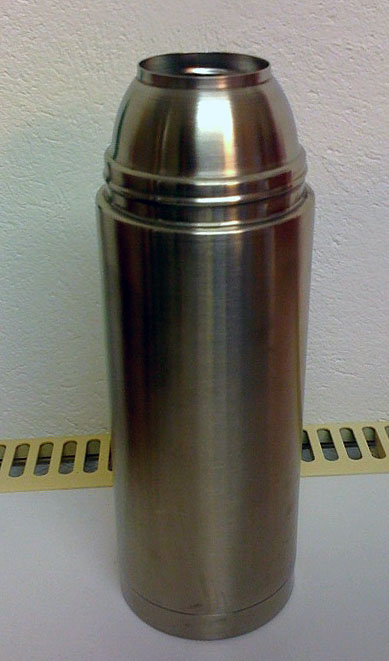
Thermosflasche ohne Deckel
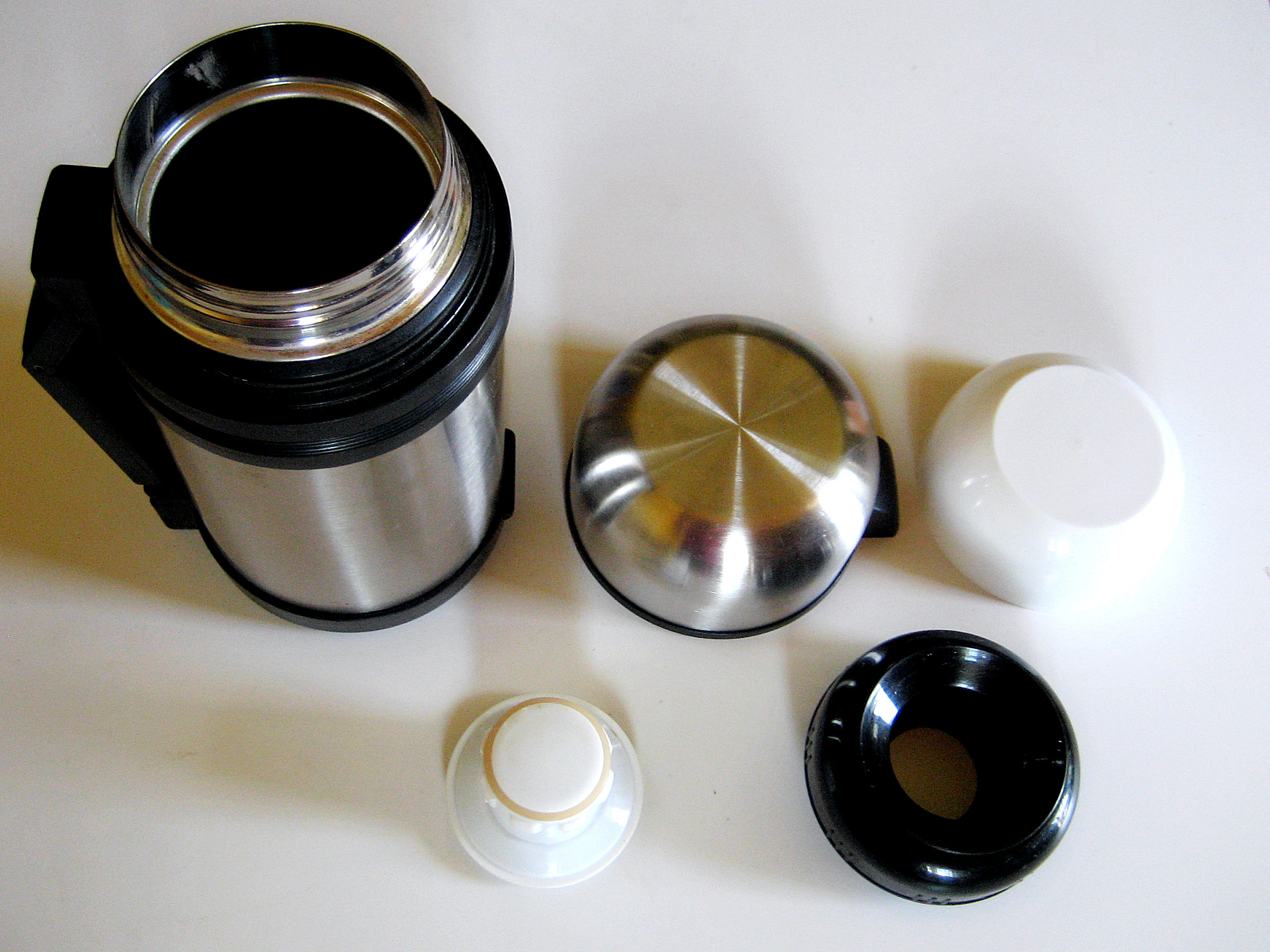
Einzelteile einer Isolierkanne
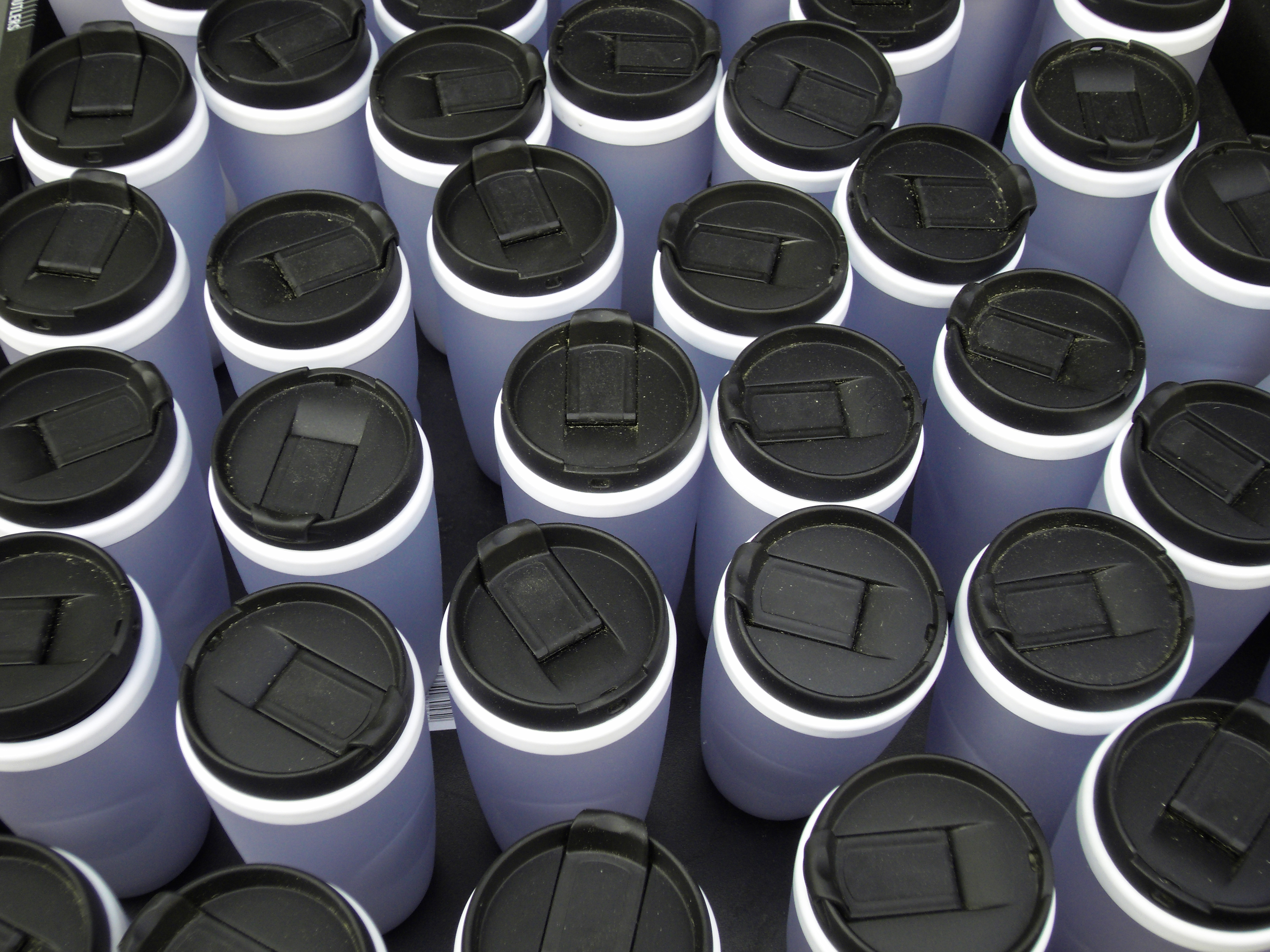
Thermobecher aus Kunststoff

Weiterhin wird heutzutage statt des Glasgefäßes häufig ein doppelwandiges Gefäß aus rostfreiem Stahl („Edelstahl“) verwendet. Zwischen der inneren und äußeren Wandung besteht ebenfalls ein Vakuum zur Isolierung. Dieses Prinzip hat etwas schlechtere Wärmedämmeigenschaften, ist aber im Alltag sehr viel unempfindlicher gegenüber Erschütterungen und spitzen Gegenständen (zum Beispiel beim Spülen). Das Edelstahlgefäß wird entweder mit einer Edelstahl- oder einer Kunststoffhülle zu einer Isolierkanne kombiniert.
Die obere Abdichtung bildete ursprünglich ein großer Korken, zwischenzeitlich wird meist ein Kunststoffverschluss eingesetzt. Der Verschluss wurde bei Isolierkannen für den Endverbraucher im Sinne der Nutzerfreundlichkeit weiterentwickelt: Bei einer verbreiteten Ausführung sitzt in einer relativ weiten Halsöffnung klemmgeschraubt ein Kunststoffpfropfen mit Innenmechanik. Ein mittiger Druckknopf schließt oben bündig ab und rastet auf Druck tiefer ein. Dabei senkt sich ein Ventilteller unten aus einer feinen Silikonlippendichtung herab und erlaubt das Ausgießen durch einen Ringspalt im Pfropfen. Ein zweiter Druck auf den Knopf hebt durch Federkraft den Ventilteller an und schließt den Spalt wieder, die Flasche ist dicht. Der doppelwandige Trinkbecher aus Kunststoff und rostfreiem Stahl kann wieder aufgeschraubt werden. Da der Pfropfen zum Ausgießen nicht abgeschraubt werden muss, ist die Handhabung einfacher und das Ausgießen auch einhändig möglich. Die Wärmeverluste werden verringert, die Gefahr des Verschüttens ist kleiner und der Stopfen kann nicht verloren gehen.
Das Funktionsprinzip wird auch bei Vakuumkollektoren zur verlustarmen Wärmegewinnung in thermischen Solaranlagen genutzt.

## Geschichte

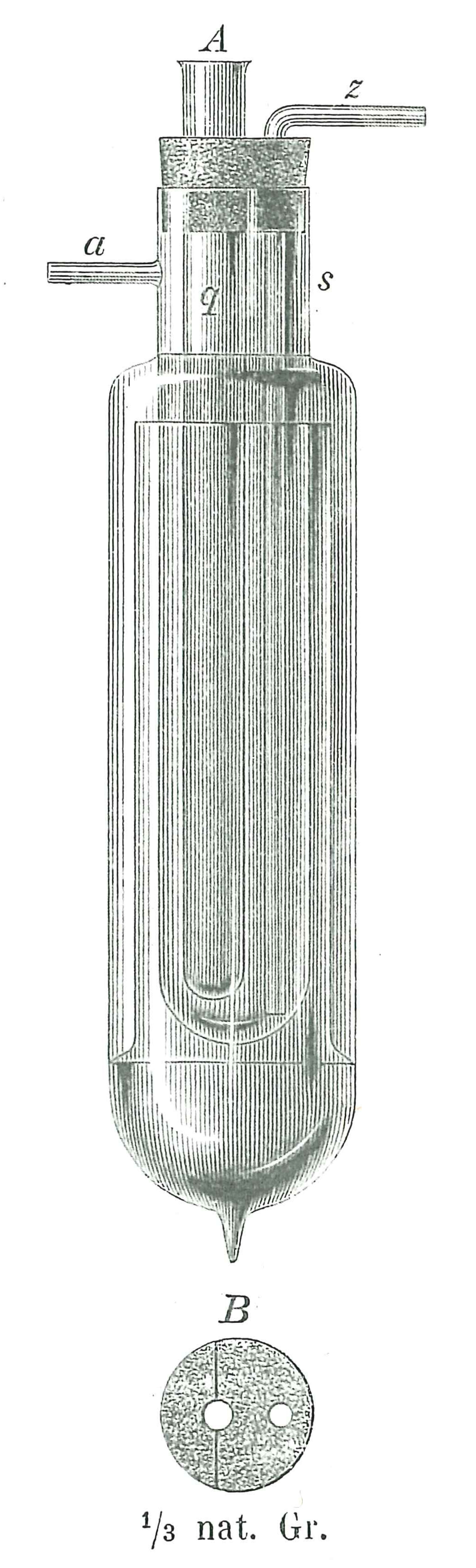
Das von Weinhold 1881 beschriebene Vakuumgefäß

Der schottische Chemiker James Dewar (1842–1923) erfand 1893 den Vorläufer der Isolierkanne, um darin Trockeneis oder Flüssigsauerstoff aufzubewahren. Diese, heute als „Dewargefäß“ bezeichneten  Behälter, bestand aus doppelwandigem, verspiegeltem Glas (oder Metall) und beruhten auf demselben Funktionsprinzip wie heutige Thermoskannen.
Zur Reduktion der Wärmestrahlung verspiegelte Dewar die Innenflächen der Glasgefäße. Entsprechende Lager- und Transportgefäße stellte er 1893 vor.
Unabhängig von Dewar entdeckte der Chemnitzer Professor Adolf Ferdinand Weinhold ebenfalls dieses Prinzip und nutzte es 1881 in seiner Veröffentlichung einer Apparatur zur Quecksilberverfestigung.
Der Glastechniker Reinhold Burger forschte in Deutschland an einer Nutzung des Prinzips. Am 1. Oktober 1903 wurde sein Patent unter DRP-Nr. 170057 registriert und er produzierte für den Eismaschinenfabrikanten Carl von Linde Behälter für verflüssigte Luft. Er sorgte für eine beständige Silberbeschichtung, ein schützendes Metallgehäuse und vor allem zur Verbesserung der mechanischen Stabilität eine wirksame Abstützung der Innenflasche an der Außenwand. Zusammen mit dem Wiener Erfinder Gustav Robert Paalen, sowie dessen langjährigem Kompagnon Albert Aschenbrenner, gründet Burger 1906 die Thermos GmbH, um den Prototyp der Ilsolierkanne marktreif zu machen. Er schied jedoch bereits 1907 aus der Gesellschaft aus und verkaufte seine Anteile (für 65.500 Mark) an Paalen. 1909 wurde die Thermos GmbH umfirmiert auf die Thermos AG, die über ein Stammkapital von 1 Mio. Mark verfügte.

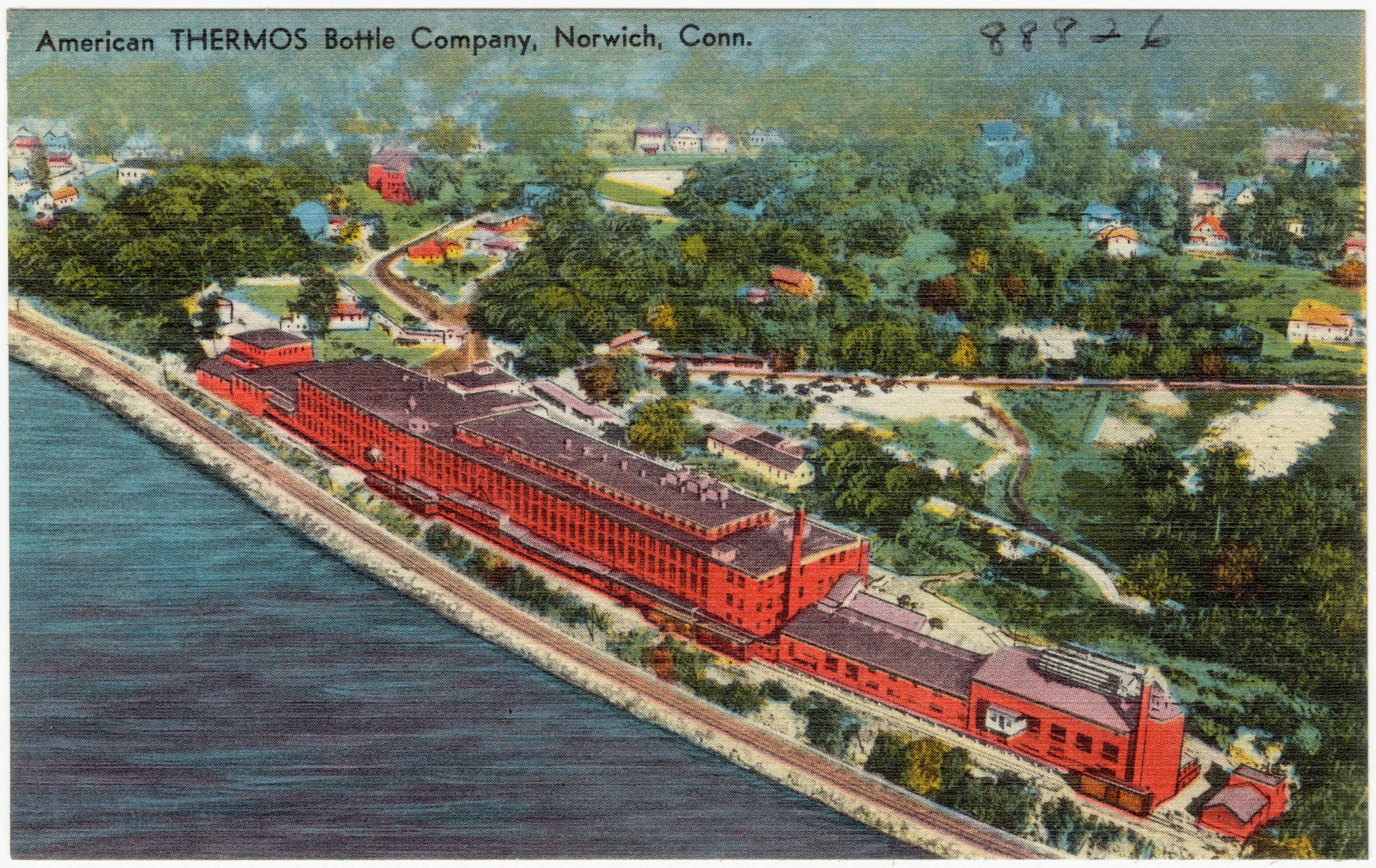
American Thermos Bottle Company Laurel Hill Plant in Norwich, CT

Die Serienproduktion von Isolierkannen durch die Thermos AG geschah ab 1928 im Thüringer Langewiesen, wo sie im Jahr zuvor ein Fabrikgelände erstanden hatten. In den 1920er-Jahren expandierte die Produktion von Isolierflaschen schnell, allein in Langewiesen gab es 7 verschiedene Hersteller (neben der Thermos AG auch die Deutsche Dewar-Flaschengesellschaft, E.A. Krüger & Friedeberg, Mittelbach & Co, Borbonus & Schadwinkel, Möller & Co, Fiedler & Co). Parallel dazu wurden die Rechte am amerikanischen Patent 1909 an die American Thermos Bottle Company lizenziert, die ihre Massenproduktion in Norwich (Connecticut) aufbaute.
Schon in den 1920er Jahren kamen in Europa Isolierflaschen etwa bei Bergwanderungen zum Einsatz, teilweise (untere Hälfte geschützt) oder ganz in Blechgehäuse mit Kork oder Schraubverschluss plus Trinkbecher aus Bakelit. Im Zweiten Weltkrieg waren alliierte Bomberbesatzungen, die in ihren ungeheizten Flugzeugen Temperaturen weit unter dem Gefrierpunkt ausgesetzt waren, mit Thermosflaschen ausgestattet. Große Verbreitung fanden sie um 1950 als Versorgung beim Skifahren, später zunehmend im Plastikgehäuse, das für gründliche Reinigung oft selbst aufgeschraubt werden kann. Der Verschluss erfolgt mit Gummiquetschschlauch per Drehknebel oder Schwenkhebel.
Mittlerweile werden doppelwandige Isolierbehälter auch als Trinkbecher für unterwegs angeboten, um Heißgetränke warm und Kaltgetränke kühl zu halten. Typisch sind Bechergröße von 360 bis 500 Millilitern, in denen die Getränke vier bis 10 Stunden auf Temperatur gehalten werden. Dabei zählt Edelstahl (neben Kunststoffen) zu den am häufigsten verwendeten Materialien für diese Mehrweggefäße.

## Marke Thermos
Im Jahre 1904 ließ Reinhold Burger die Marke „Thermos“ für Glasgefäße eintragen. 1907 wurden Marken- und Patentlizenzen für ihre örtlichen Märkte vergeben an die The American Thermos Bottle Company of Brooklyn, NY (USA), die Thermos Limited of Tottenham (Großbritannien) und an die Canadian Thermos Bottle Co. Ltd. of Montreal in Kanada.

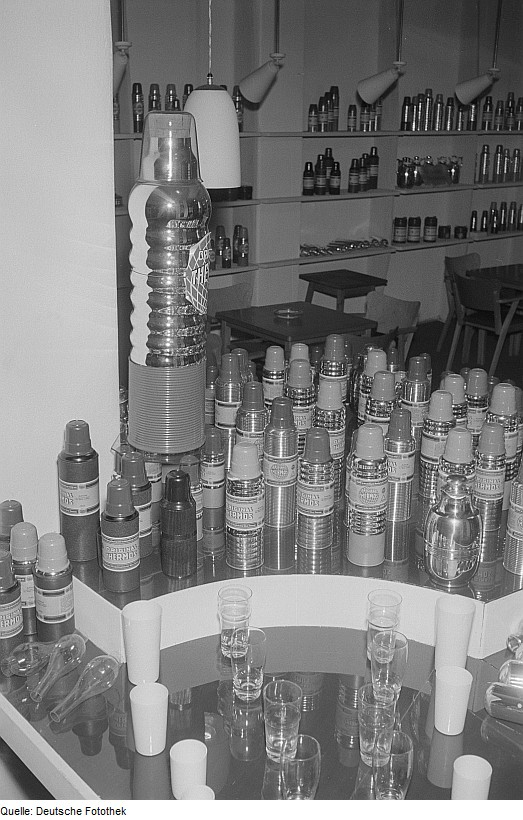
Vorstellung der Isolierkannen der VEB Thermos auf der Leipziger Herbstmesse 1953

Der Betrieb der Thermos AG zog von Berlin ins thüringische Langewiesen um und begann dort 1928 mit der Serienproduktion. Nach dem Zweiten Weltkrieg übernahm der VEB Thermos die Produktion und exportierte in bis zu 31 Länder. Mit der Wende sank der Umsatz erheblich. Die Firma wurde von der englischen Thermos Limited übernommen. Allerdings wurde 1994 die Produktion in Langewiesen endgültig eingestellt.
Heute wird die Marke in Deutschland von der Nachfolgerin der ehemaligen amerikanischen Lizenznehmerin, der Thermos L.L.C. gehalten. Diese gehört wie andere operative Thermos-Firmen (neben der aus den USA, die aus dem UK, aus Kanada und Australien) der japanischen Taiyō Nissan. Diese hatte als Herstellerin von Industriegasen im Jahre 1978 die Edelstahl-Isolierkanne entwickelt und 1989 zur Vermarktung an Endverbraucher eine eingeführte Marke und etablierte Vertriebswege erworben. In Deutschland werden Erzeugnisse mit dieser Marke über die ehemalige Konkurrentin alfi GmbH vertrieben, welche der japanischen Thermo KK und einer Investmentfirma aus Hongkong gehört.
Der Begriff „Thermos“(kanne) ist seit etwa den 1950er Jahren zu einem Gattungsbegriff für Isolierkannen geworden.